# Cola Jet Set
Cola Jet Set es un grupo musical español, cuyos miembros son originarios de Barcelona. Son herederos de Los Fresones Rebeldes y su música se puede catalogar de pop sesentero con influencias folk.
La banda barcelonesa nació en la madrugada del 29 de julio de 2001 en Alburquerque (Badajoz) cuando, tras su concierto en Contempopránea, se disolvió el grupo Los Fresones Rebeldes y algunos de sus miembros comienzan este nuevo proyecto.
En 2003 sacan el sencillo "Cosas que nunca se olvidan", con tres canciones.
En 2004 publicaron el álbum Contando historias, producido por Guille Milkyway, que hizo los coros en varias canciones y puso su voz en una de las pistas.
En 2007 sacan su segundo sencillo "Suena el teléfono" compuesto por cuatro canciones.
La banda tituló “Contando historias” a su primer álbum por “Story Telling”, una película de Tod Solonz que fue traducida en España como “Cosas que no se olvidan”, y así fue como se llamó su primer ep.
En 2008 participaron en el concurso de TVE Salvemos Eurovisión, pero no obtuvieron los votos suficientes para llegar a la final.
En 2007 dejaron la que hasta entonces había sido su discográfica, Subterfuge, por Elefant Records, con quienes editaron su segundo álbum en 2009, Guitarras y tambores. Este segundo disco incluía canciones compuestas y cantadas por casi todos los miembros de la banda. La canción "El sueño de mi vida" fue su sencillo de presentación.
En diciembre de 2011 publicaron el EP Lesson one: listen and repeat con versiones de sus propias canciones en inglés más dos canciones ajenas, orientado a su pequeña pero fiel base de fanes británicos.
En 2012 sacan un sencillo llamado "Quan ve Nadal".
En 2015 sacan su tercer álbum llamado "El fin del mundo", y a este le vino su sencillo llamado "Fin del mundo".
En 2016 sacan dos sencillos, "Me levantaré" y "Lo mejor está por llegar".
Ana, cantante principal del grupo, también forma parte del dúo La Monja Enana. Ana deja el grupo por 2014 y es sustituida por Alicia, que se encarga de la voz principal y guitarra.
En sus inicios comenzaron con Cristóbal como batería del grupo, pero en diciembre de 2001 tuvo que regresar a Sevilla y fue sustituido por Roge, que en 2007 abandona la banda, y entra Joan Pernil a asumir su labor. En 2015 se marcha Joan y le sustituye Toni.
Cristina, guitarrista y ex-componente de Los Fresones Rebeldes, se incorporó al grupo en diciembre de 2001 y lo dejó alrededor de 2014.
Entre 2013 y 2015 pasan por el grupo otros músicos como Estel y Anna.